# Delomerista longicauda
Delomerista longicauda là một loài tò vò trong họ Ichneumonidae.